# Kitwe United Football Club
Actualités
Le Kitwe United Football Club est un club de football zambien basé à Kitwe.

## Histoire
Le club participe à de nombreuses reprises au championnat de première division.

## Palmarès
- Coupe de Zambie
  - Finaliste : 1971